# Cap de Nice
Pour les articles homonymes, voir Nice (homonymie).

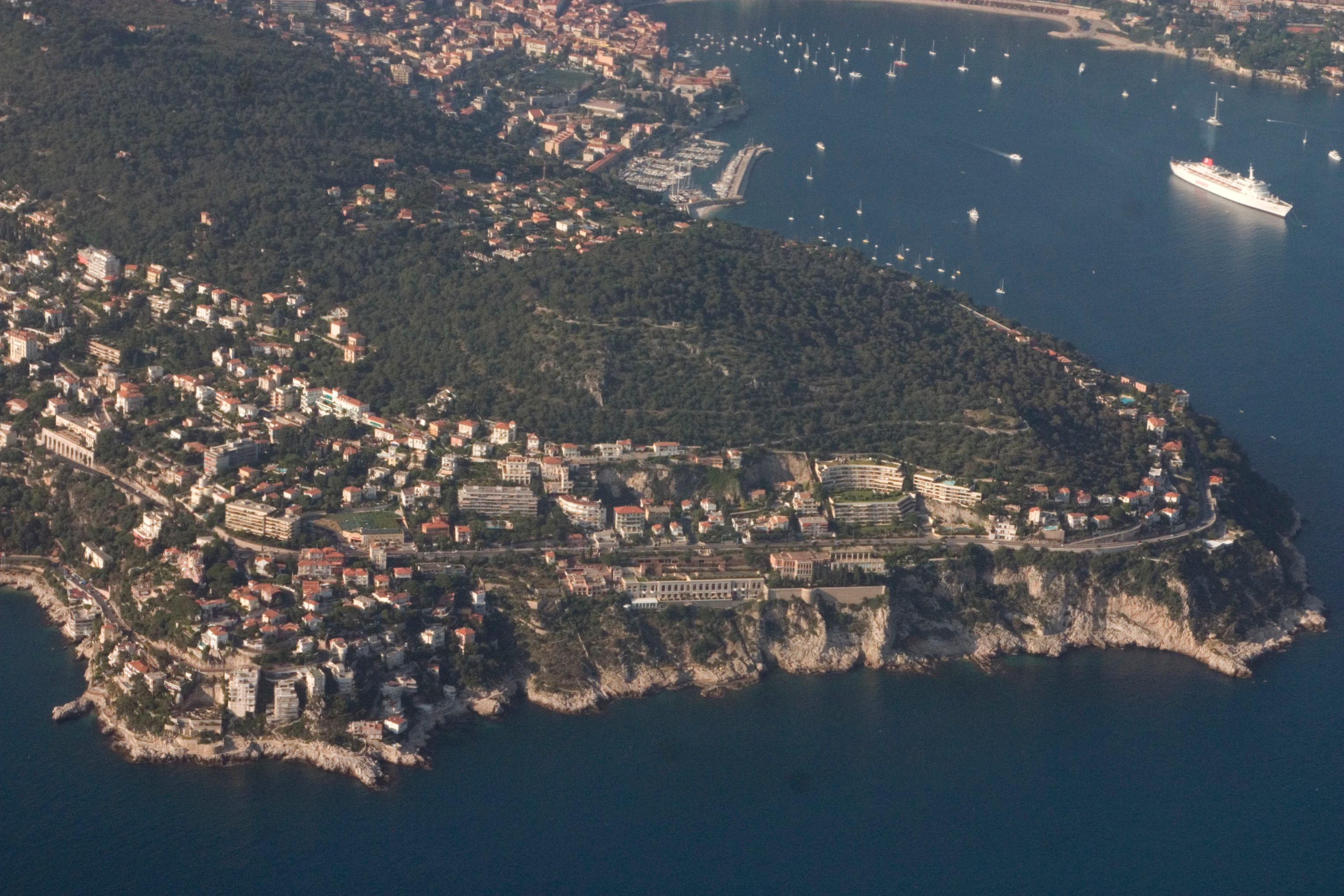
Vue du ciel.

Le cap de Nice est un cap du massif du mont Boron, dans le département des Alpes-Maritimes, en France.
Le massif du mont Boron s'avance dans la mer et sépare : 
- Villefranche-sur-Mer et sa rade
- Nice et son port.

## Le sentier du littoral
Dans sa partie Ouest, de grands panneaux pédagogiques décrivent la proche biodiversité des espaces marins qui le bordent.
En juillet 2009, un tronçon du sentier est ouvert au public depuis la pointe des Sans-culotte jusqu'au Lazaret en bordure de la Rade de Villefranche. 
Accessible par des escaliers sur la basse Corniche, le sentier présente un profil assez sportif. Financé en grande partie par le département, son parcours d’une longueur de 1 400 mètres propose une randonnée pédestre sécurisée au travers de petites criques enchâssées dans des rochers escarpés avec vues plongeantes sur la Rade de Villefranche. 
Depuis 2011, le domaine maritime au milieu des constructions bétonnées a été reconquis, avec l'ouverture au public des falaises de Maeterlinck. Cette section permet de rallier la plage de Coco beach à la darse de Villefranche-sur-Mer pour un trajet pédestre d'un total de trois kilomètres.